# ضفيرة رئوية
الضَّفيرَةُ الرِّئَوِيَّة هي ضفيرة عصبية لا إرادية تشكلت من الفروع الرئوية للعصب المبهم و الجذع الودي.
تعُصب الضفيرة الرئوية كُلاً من الشُعب الهوائية و الجنبة الحشوية. تنقسم الضفيرة الرئوية إلى الضفيرة الرئوية الأمامية والتي تقع أمام الرئة، والضفيرة الرئوية الخلفية والتي تقع خلف الرئة.